# قطار تروتسكي

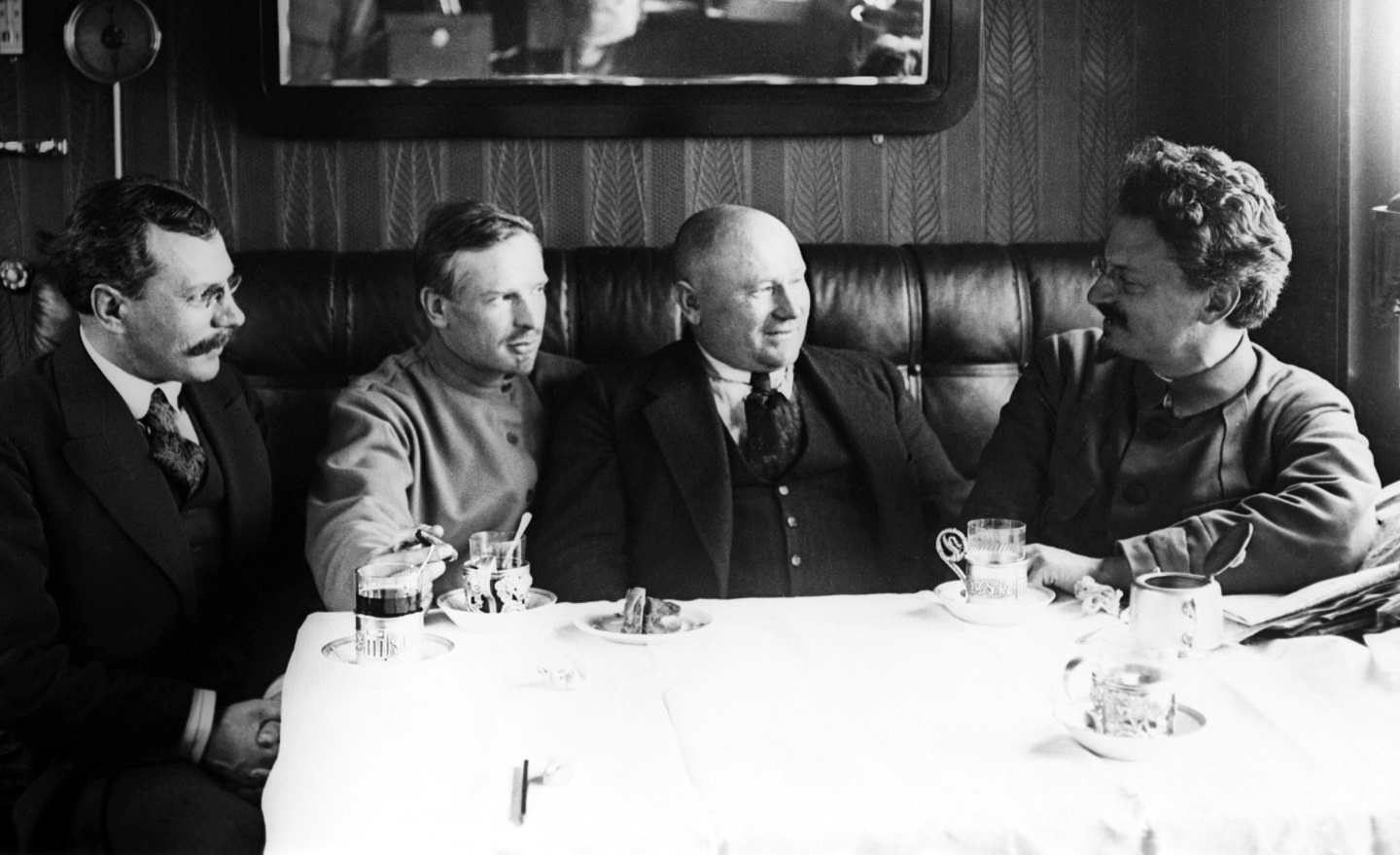
ليون تروتسكي (يمين) في قطاره المدرع، عام 1920

قطار تروتسكي هو القطار المدرع الشخصي لليون تروتسكي، مفوض الدفاع الشعبي السوفييتي في عام 1918، في السابق كان القطار ملكاً لأحد وزراء اتصالات القيصر، لكن بعد الثورة تم تحويله إلى قطار مدرع ليقوم تروتسكي بسرعة بزيارة مناطق الصراع في الحرب الأهلية الروسية حيث كان الجيش الأحمر بحاجة إلى القيادة. تضمن القطار محطة تلغراف، ومكتبة، وطابعة، ومحطة راديو، ومحطة طاقة كهربائية، ومجموعة من القناصين الذين تم اختيارهم بعناية، ورشاشات الآلية، ومرآب للسيارات.
ضم طاقم القطار العديد من الضباط والمتخصصين في الهندسة العسكرية والمدنية وموظفي الدولة السوفييتية. وتم تأسيس جريدة خاصة اسمها " في الطريق" وكان هدفها تحفيز مقاتلي الجيش الأحمر وتم نشرها بواسطة القطار.
ساهم القطار المدرع في تشكيل الجيش الأحمر والتعزيز اللاحق لقوة البلاشفة في روسيا السوفيتية . حصل القطار على وسام العلم الأحمر المرموق تكريما للعمل الذي قام به وطاقمه خلال الحرب الأهلية.